# Montrose (Arkansas)
Montrose es una ciudad ubicada en el condado de Ashley en el estado estadounidense de Arkansas. En el Censo de 2010 tenía una población de 354 habitantes y una densidad poblacional de 298,43 personas por km².

## Geografía
Montrose se encuentra ubicada en las coordenadas 33°17′55″N 91°29′49″O / 33.29861, -91.49694. Según la Oficina del Censo de los Estados Unidos, Montrose tiene una superficie total de 1.19 km², de la cual 1.19 km² corresponden a tierra firme y (0%) 0 km² es agua.

## Demografía
Según el censo de 2010, había 354 personas residiendo en Montrose. La densidad de población era de 298,43 hab./km². De los 354 habitantes, Montrose estaba compuesto por el 31.64% blancos, el 63.84% eran afroamericanos, el 0.28% eran amerindios, el 0% eran asiáticos, el 0% eran isleños del Pacífico, el 3.67% eran de otras razas y el 0.56% pertenecían a dos o más razas. Del total de la población el 6.21% eran hispanos o latinos de cualquier raza.